# Paus Bonifatius III
Bonifatius III (Rome, geboortedatum onbekend - aldaar, 12 november 607) was de 66e paus van de Rooms-Katholieke Kerk Hij werd in Rome geboren als zoon van Johannes Katadiokus en was van Griekse afkomst.
Hij maakte carrière als diaken en nuntius in Constantinopel onder paus Gregorius I. Hij zorgde ervoor dat keizer Phocas de patriarch van Constantinopel de titel van oecumenisch patriarch afnam. Hij liet de keizer ook een decreet uitvaardigen waarin stond dat de bisschop van de stoel van Petrus de hoogste was, waarmee hij de concurrentie tussen Constantinopel en Rome als belangrijkste zetel van de kerk probeerde te beslechten.
Bonifatius legde vast dat het verboden is over de opvolger van een paus te spreken voor de regerende paus overleden is, op straffe van excommunicatie. Verder stelde hij in dat geen paus verkozen kan worden voor de vorige drie dagen dood is. Hij werd op 12 november 607 in de Sint-Pieter begraven.
Cursief: tegenpaus